# پریوبسکویه (سرزمین آلتای)
پریوبسکویه (به لاتین: Priobskoye) یک منطقهٔ مسکونی در روسیه است که در سرزمین آلتای واقع شده‌است.